# Gilson Alvaristo
Gilson Alvaristo (São Paulo, 27 de abril de 1956 — Jundiaí, 28 de março de 2016) foi um ciclista olímpico brasileiro.
Começou a pedalar dando continuidade a uma tradição herdada de seu pai; foi atleta na fase do amadorismo no esporte e, por isso, precisava se dividir entre o trabalho, para se sustentar, e os treinos. Contratado pela Caloi, treinava em um período e trabalhava como auxiliar administrativo em outro.
Alvaristo representou o Brasil nos Jogos Olímpicos de Verão de 1980, onde competiu na modalidade estrada, e de 1984, onde competiu nos 100 km contrarrelógio por equipe, obtendo a 18ª colocação.
Encerrou sua carreira aos 26 anos para trabalhar, mas nunca se afastou do ciclismo. Foi técnico da seleção brasileira nos Jogos Olímpicos de Verão de 2000 em Sydney, e diretor técnico da Federação Paulista de Ciclismo.
Gilson Alvaristo morreu aos 59 anos, depois de sofrer uma parada cardíaca. Estava internado há 15 dias devido a uma pneumonia aguda.